# The Scaffold (brano musicale)
The Scaffold è un brano scritto ed interpretato da Elton John. Il testo è di Bernie Taupin.

## Struttura del brano
Proveniente dall'album Empty Sky del 1969, del quale è la settima traccia, viene aperto dal pianoforte elettrico suonato da Elton: è poi percepibile un riff principale, poco mosso. Vengono spesso cambiate tonalità maggiori con tonalità minori: la melodia risulta così decisamente confusa. Sono presenti come al solito Caleb Quaye alla chitarra, Tony Murray al basso e Roger Pope alla batteria. 
The Scaffold non è mai stata eseguita live, se si esclude la prima performance di Elton al solo pianoforte in radio.

## Significato del testo
Il titolo del brano è un omaggio agli Scaffold, una band originaria di Liverpool della quale sia Elton che Bernie erano grandi fan (John suonò anche in un singolo del gruppo). Uno dei membri, Mike McGear, era il fratello minore di Paul McCartney.
Comunque, il testo è ancora una volta enigmatico e misterioso (alla lettera, significa Il patibolo): probabilmente l'ispirazione era Bob Dylan, così come per Hymn 2000.

## Musicisti
- Elton John - pianoforte elettrico, voce
- Caleb Quaye - chitarra
- Tony Murray - basso
- Roger Pope - batteria